# 土岐市美濃陶磁歴史館
土岐市美濃陶磁歴史館（ときしみのとうじれきしかん）は、岐阜県土岐市にある美濃焼に関する博物館。

## 概要
1979年（昭和54年）、志野焼や織部焼など美濃桃山陶の歴史を研究・紹介するために開設された。
重要文化財である「岐阜県元屋敷陶器窯跡出土品」を中心に市内の窯跡からの出土品を保管・展示している。また、年1回の特別展と年4回の企画展を開催している。
建物の老朽化などもあり、建替のため2024年（令和6年）3月31日をもって休館。新たな博物館は美濃陶磁歴史館と隣接する旧文化会館跡地に建設され、2028年（令和10年）開館の予定である。

## 利用案内
- 所在地：土岐市泉町久尻1263
- 開館時間：10:00～16:00
- 休館日：月曜日、祝日の翌日

## アクセス
- JR中央本線土岐市駅から徒歩約10分。
- 中央自動車道土岐ICから約10分。
- 東海環状自動車道土岐南多治見ICから約10分。
- 東海環状自動車道五斗蒔スマートICから約5分。